# Callistethus nicoya
Callistethus nicoya är en skalbaggsart som beskrevs av Ohaus 1928. Callistethus nicoya ingår i släktet Callistethus och familjen Rutelidae. Inga underarter finns listade.